# MCPA
Ácido (4-cloro-2-metilfenoxi)acético (MCPA, do inglês 2-methyl-4-chlorophenoxyaceticacid) é composto orgânico de fórmula C9H9ClO3 utilizado como um herbicida fenoxi poderoso, seletivo e amplamente utilizado. O composto puro apresenta-se como um pó de cor castanha.